# Serra d'en Gatell
La Serra d'en Gatell és una serra situada al municipi de Cerdanyola del Vallès a la comarca del Vallès Occidental, amb una elevació màxima de 323 metres.